# Żebbuġ (Gozo)
|  | No s'ha de confondre amb Żebbuġ (illa de Malta). |

Żebbuġ, lit. ‘olives’, és una ciutat de Malta, situada a l'illa de Gozo. En el cens de 2005 tenia 1770 habitants i una superfície de 7,6 km². El poblament és molt més antic, almenys de l'edat del bronze.